# Дизел-локомотива
Дизел-локомотива је врста железничке локомотиве која за свој погон користи дизел-мотор. 
Развијено је неколико врста дизел-локомотива, које се углавном разликују у средствима за пренос снаге мотора на точкове.

## Основна подела
У основи разликујемо:
- дизел механичке локомотиве за пренос снаге мотора на точкове користе механичке преноснике снаге (снага се преноси преко мотора, главне спојке, мењача, карданских вратила и осовинског преноса на точкове)

- дизел електричне локомотиве за пренос снаге мотора на точкове користе електричне преноснике снаге (снага мотора се преноси на генератор електричне струје који напаја електромоторе на погонским точковима - колним слоговима)
- дизел хидрауличне локомотиве за пренос снаге мотора на точкове користе хидрауличне преноснике снаге (снага мотора се преноси преко карданског вратила на хидродинамички мењач, а од њега преко карданских вратила и главних преносника на погонске точкове - колне слогове)

### Преносник снаге
Због неповољне брзинске значајности дизел-мотора за директан погон локомотива у локомотиве се уграђују преносници снаге који снагу мотора преносе на точкове и на тај начин смањују неповољну брзинску значајност дизел-мотора. 
Улога преносника снаге код локомотива је да прилагоде брзинску значајност дизел-мотора што ближе идеалној брзинској значајности, осигурају пренос снаге при промени брзине вожње, смеру кретања и заустављања.

## Предности и недостаци
Када се говори о предности дизел-локомотиве у правилу се она упоређује са парном локомотивом:
- већа укупна корисност (25 - 35%)
- већи радијус кретања (од 800 - 2.500 km)
- кратко време потребно за пуштање локомотиве у рад (око 15 минута) и завршетак рада
- минимална потрошња воде (користи се за хлађење мотора)
- могућност управљања са више повезаних локомотива са једног места (из једне локомотиве)
- трошкови одржавања су за 2 пута мањи него код парне локомотиве

Највећи недостатак дизел-локомотиве је потребна уградња преносника снаге (због неповољне брзинске значајности дизел-мотора), због којег је израда саме локомотиве сложенија, а у исто време она је тежа и скупља.